# バース・オブ・ネイション
『バース・オブ・ネイション』（The Birth of a Nation(国民の創生））は、2016年のアメリカ合衆国の歴史ドラマ映画。
1831年にバージニア州サウサンプトン郡で奴隷反乱を起こしたことで知られるアフリカ系アメリカ人奴隷のナット・ターナーを描いている。脚本、製作、監督はナット・ターナー役のネイト・パーカーが務めた。パーカーは脚本を書いて投資家たちに出資を呼びかけ、2015年5月より850万ドルの予算でジョージア州で撮影が行われた。パーカーの他、アーミー・ハマー、アヤ・ナオミ・キング、ジャッキー・アール・ヘイリー、ペネロープ・アン・ミラー、ガブリエル・ユニオンらが出演した。
映画は2016年1月25日にサンダンス映画祭で披露され、フォックス・サーチライト・ピクチャーズが同映画祭史上最高の1750万ドルで世界配給権を獲得した。同映画祭では米劇作品コンペティション部門で観客賞と審査員賞を受賞し、演出、演技、音楽、映像に関して高い評価を受けた。2016年10月7日に北米で公開され、1586万ドルを売り上げた。
本作がアカデミー賞ノミネートを期待されたことから、1999年にパーカーと本作の共同執筆者ジーン・マクジャンニ・セレスティンが強姦のかどで訴えられていたことや告訴した女性が2012年に自殺していたことが大きく取り沙汰された。パーカーとセレスティンは無罪となったものの、この疑いに関する論争やパーカーの対応は映画に重い影を落とした。

## 内容
本作は1915年に制作されたD・W・グリフィスの『國民の創生』への対比として制作された映画であり、原題も全く同じThe Birth of a Nationと付けられている。
奴隷の少年ナット・ターナーは、聖書を学ばせて同じ奴隷のための説教師とするべく読み書きを教えられた。ターナーの主人は彼の説教で金を稼ごうとアメリカ巡業に連れ出す。そこで奴隷制度の現実を知ったターナーは、霊的な面だけの指導者であることを止めようと決意する。

## キャスト
※括弧内は日本語吹替声優
- ナット・ターナー[8] - ネイト・パーカー（福田賢二）
- サミュエル・ターナー[8] - アーミー・ハマー（家中宏）
- ウォルソール牧師[8] - マーク・ブーン・ジュニア（英語版）（浦山迅）
- ハーク・ターナー[8] - コールマン・ドミンゴ（三瓶雄樹）
- ナンシー・ターナー[8] - アーンジャニュー・エリス（美名）
- アイザック・ターナー[8] - ドワイト・ヘンリー（英語版）（ふくまつ進紗）
- チェリー・ターナー（英語版）[8] - アヤ・ナオミ・キング（英語版）（森なな子）
- ブリジット・ターナー[8] - エスター・スコット（英語版）（新田万紀子）
- イザヤ[8] - ロジャー・グーンヴァー・スミス（英語版）
- エステル[8] - ガブリエル・ユニオン
- エリザベス・ターナー[8] - ペネロープ・アン・ミラー（藤本喜久子）
- レイモンド・コッブ[8] - ジャッキー・アール・ヘイリー（横島亘）
- 若年期のナット[8] - トニー・エスピノーザ
- ハンク・フォウラー[8] - ジェイソン・ワーナー・スミス
- ジョセフ・ランダル[8] - ジェイソン・スチュアート（英語版）
- チャイルズ将軍[8] - スティーヴ・コルター

## 原題
『ハリウッド・リポーター』の報じるところでは、原題は「はっきりした意図をもって、D・W・グリフィスが1915年に撮ったKKKのプロパガンダ映画のタイトル」と同じものを用いている。ネイト・パーカーは本作に同題を用いたことは「皮肉としてだが、もちろん意図したものだ」と語った。彼は雑誌『フィルムメーカー』で「グリフィスの映画はアメリカ文化の血管に白人至上主義を流し込む手段として恐怖と絶望を呼び起こすため、人種差別主義的なプロパガンダに大きく依存していた。この映画はテロ集団クー・クラックス・クランの大規模な復活とアフリカ系の人々に対する大虐殺を促進しただけでなく、今日の映画産業の基盤となったものだ。私がこのタイトルを再利用・再定義した理由は、アメリカの人種差別と白人至上主義に挑戦するため、この国（と海外）のありとあらゆる不正義に闘争を仕掛ける心を鼓吹するため、人種同士が誠実に向き合うことを促して我々の社会を治癒へと引き戻し、システムの変革を根付かせるためだ」と語った。

## 製作
『バース・オブ・ネイション』はネイト・パーカーが脚本、製作、監督を務め、さらにナット・ターナー役を主演した。パーカーは自身とジャン・マッギアンニ・セレステインによる原案を基に脚本を執筆した。パーカーはオクラホマ大学のアフリカ系アメリカ人研究コースでターナーについて学んだ。彼は2009年にナット・ターナーについての脚本を書き始め、サンダンス・インスティテュート傘下のラボの奨学金を得た。彼はジェームズ・マンゴールドなどの映画製作者に意見を聴きに行ったが、ナット・ターナーの映画を製作することは出来ないと聞かされた。『ハリウッド・リポーター』は「しかし彼が聞かされたのは、ナット・ターナーについての映画が失敗するであろう、ありとあらゆる理由だった。黒人主人公の映画は国際的に上映されない。大規模な戦闘シーンを含む時代映画はあまりにも高くつく。あまりにも暴力的である。大物ドル箱スターが主演しなければ誰も見に行かない。ターナーはあまりにも評判が悪い―何と言っても、裕福な白人地主を何十人も死なせた人物なのだから」と報じた。
パーカーは2013年末に『Beyond the Lights』への出演を終えた後、彼は自身のエージェントにネット・ターナーを演じるまでには次の俳優活動を続けないと述べた。彼はプロダクションデザイナーを雇い、さらにジョージア州サバンナでロケーション・ハンティングする費用に10万ドルを投じた。彼は複数の出資者と会い、最初に投資したのは元バスケットボール選手のマイケル・フィンリー（『大統領の執事の涙』にも投資）と現役バスケットボール選手のトニー・パーカー）であった。パーカーは最終的に製作予算1000万ドルのうち60%を11の投資家団体から調達し、残りをブロン・スタジオズのプロデューサーのアーロン・L・ギルバートがカバーした。
2014年11月には企画が進行し、アーミー・ハマーがキャストに加わった。2015年4月までにはアヤ・ナオミ・キングとガブリエル・ユニオンがキャストに加わった。その後数ヶ月の間にペネロープ・アン・ミラー、ジャッキー・アール・ヘイリー、マーク・ブーン・ジュニアがキャストに加わった。撮影は2015年5月にジョージア州で始まり、27日間続いた。

## 論争
2016年8月、1999年に行われたネイト・パーカーと本作の共同執筆者ジーン・マクジャンニ・セレスティンに対する強姦の刑事告訴に対して再びメディアの注目が集まった。パーカーとセレスティンはペンシルベニア州立大学の学生時代に一人の女子学生によって強姦で告訴されていた。女子学生は医師の診察を受け、医師は彼女が性的に暴行されたことを確認した。警察は彼女とパーカーとの電話での会話を録音し、その中でパーカーは二人が彼女と性行為を持ったことを認めた。パーカーとセレスティンは女性の訴えを否定し、性交は合意の上であったと主張した。パーカーは2001年にすべての罪状に関して無罪となり、セレスティンは当初性的暴行の罪で有罪となったが、2005年に控訴審で逆転無罪となった。
女性は2002年に大学に対して提出された訴状で、性的暴行の被害を訴えた後にパーカーとセレスティンによって嫌がらせを受けたと主張した。訴状によると、嫌がらせは、パーカーとセレスティンが私立探偵を使って女性が告訴人であることを公に暴露したことや、女性が講義を受けていた建物の外でパーカーとその仲間が彼女を再三にわたっていじめたことなどに及んだ。大学側はこの訴えを受けて1万7500ドルの和解金を女性に対して支払った。女性は2012年に自殺し、死亡診断書には「精神病的特徴を伴う大うつ病性障害、身体的・性的暴行によるPTSD、各種薬物の乱用」があったと記された。これを受けて配給元は当初予定していた教会、学生、ハリウッド業界人らへの宣伝戦略の見直しを迫られた。
本作はアカデミー賞ノミネートを期待されたことでさらなる精査を受けたことや、作中に架空の残忍な強姦場面が登場することから、配給を担当したフォックス・サーチライト・ピクチャーズによるダメージコントロールは大きな報道の対象となった。パーカーの『バラエティ』やDeadline.comにおけるインタビューやFacebookへの投稿は特に取り沙汰された。
被害を訴えた女性の姉または妹は『バラエティ』において次のように述べた。
彼女の姉妹として、私にとって最も痛ましいのは、ナット・ターナーの奴隷反乱の物語を再び伝える中で、彼らがレイプシーンを作り出したことです。ターナーの妻のレイプはターナーの反乱を正当化する理由として使われています。これはフィクションです。私はパーカーとセレスティンが架空のレイプを自分たちの映画の中心に置くことや、パーカーが自分自身をレイプに報復する英雄として描くことは、気味悪く、倒錯したことだと感じます。私の姉妹に起きたことや、誰もその報いを受けなかったことを思うと、この創作は利己的で邪悪なものに感じますし、私はそれを私の姉妹の思い出に対する残酷な侮辱として捉えています。
自身もレイプ被害者であり本作のメインキャストの一人でもあるガブリエル・ユニオンは、『ロサンゼルス・タイムズ』で次のように記した。
この映画は重要かつ革新的であるものの、それと同時に私はこれらの疑惑を軽んじることができない。17年余り前のその夜、ネイトは相手の合意を得たのだろうか。彼がそう思った可能性は十分にある。しかし、彼自身も認めるように、彼は口頭の確認を取らなかった。そしてたとえ彼女が「ノー」と言わなかったとしても、沈黙は決して「イエス」と同義ではない。ボディ・ランゲージを読み取り理解するのはしばしば困難だが、「ノー」の不在を「イエス」だと解釈する人々がいるという事実は、控えめに言っても問題があるし、最悪の場合は犯罪である。
過去の疑惑に対するパーカーの対応は概ね否定的な評価を受け、その後トロント国際映画祭での本作の宣伝の際パーカーは疑惑に関して訊かれると質問をかわした。またその頃から、パーカーと彼のスタッフはレイプ疑惑とその映画公開に対する影響について訊かれるとインタビューを切り上げるようになった。
2016年8月、セレスティンとパーカーの裁判当時ペンシルベニア州立大学で学生や職員であった4人が公開書簡を発表し、二人を擁護した。4人は当時警察による脅迫や、大学において人種差別的な環境があったと主張した。4人はまた、女性の「うつ病は1999年の事件によって引き起こされたという誤った情報があるが、裁判所の記録や医療従事者の証言によって、慢性うつ病は幼少期からあったことや、抗うつ剤の使用は同事件前から行われていたことを示している」と記した。
パーカーを擁護した著名人にはハリー・ベラフォンテ、ハーヴェイ・ワインスタイン、アル・シャープトン、アンソニー・アンダーソン、シェリル・アンダーウッドらがいる。

## 公開
『バース・オブ・ネイション』は2016年1月25日にサンダンス映画祭のコンペティション部門でプレミア上映された。上映前に観客はネイト・パーカーのイントロダクションに対してスタンディングオベーションを与えた。プレミア上映後、『バラエティ』誌は「現時点で今年のサンダンス映画祭で最も熱狂的なスタンディングオベーションを受けた」と報じた。サンダンス映画祭のプレミア上映後、フォックス・サーチライト・ピクチャーズは1750万ドルの契約金で世界配給権を購入した。配給権争奪戦の相手にはワインスタイン・カンパニー、ソニー・ピクチャーズ エンタテインメント、ネットフリックスが名を連ね、『バラエティ』はこの契約をサンダンス史上最高額だとした。
北米では2016年10月7日に公開され、公開週末で710万ドルを売り上げ、第6位に立った。観客の約6割がアフリカ系だった。2週目には61.2%落ち込んで270万ドルを売り上げ、10位に終わった。
映画は興行的失敗とみなされた。『ワシントン・ポスト』はその原因について「一部の観客は件の論争のせいで忌避したかもしれないが、本作のそこそこの評価も足しにならなかっただろう。また、歴史ドラマは時として売りにくい。多くのシネコンの観客が単純に興味をそそられなかった可能性がある」と記した。
日本では2016年11月2日に第29回東京国際映画祭で上映された。当初は第89回アカデミー賞に合わせ2017年2月下旬に公開予定だったが中止となり、2018年8月23日にDVD・ブルーレイが発売された。配給元の20世紀フォックスは北米での興行的失敗を受けて宣伝費用などの削減を迫られ、日本以外にもスイス、ノルウェー、フィンランド、デンマーク、オーストリア、ラテンアメリカ諸国での公開中止を決定した。これにより、北米以外で公開されたのはイギリスや韓国などに留まった。

## 批評家の反応
本作は批評家から概ね好意的な評価を受けた。Rotten Tomatoesは201件の批評を基に、高評価の割合を72%、評価の平均を6.8/10、批評家の総意を「『バース・オブ・ネイション』はそのナラティヴ上の欠陥とまばらな出来を確信だけで乗り越え、ネイト・パーカーの確固たる演出と本作の核心となるメッセージの力強さで浮上している」としている。Metacriticは47件の批評に基づき68/100という「概ね好評」の加重平均値を示している。CinemaScoreの調査で観客は映画に「A」の評価を下した。
『バラエティ』のジャスティン・チャンは「パーカーのより定型的に語られた、しかし焦げるように印象的なデビュー作は、議論を静かに押し進める。気品と恐怖に等しく染められた伝記ドラマである本作は、深い感情と避けられない不安を呼び起こす残忍なフィナーレへと進んでいく」「『バース・オブ・ネイション』は共感の必要性と限界、報復的暴力の道徳性、ならびにこの国に今なお続く黒人の正義と平等のための闘いにまつわる本格的な議論を喚起するために存在している」と記した。
『ハリウッド・リポーター』のトッド・マッカーシーは「本作は、ターナーの奴隷主たちへの攻撃を正当化した宗教的な礎を強調しつつ、奴隷制の種々の残虐性を鮮やかに捉える」「映画は、失われた貴重な機会と思われないために必要な知性、慧眼、歴史的リサーチおよび宗教的ニュアンスを十二分に提供する。こうした必須要素はそうでないものよりも遥か多く映画に残されており、制作者の労力と仔細な注意力が常に感じられる。本作の題材がスクリーンにおいて歓迎され必要とされることはいまだに貴重であり、この次の時もそのまた次もそうなるだろう」と記した。
『シカゴ・トリビューン』のマイケル・フィリップスはパーカーの演出を批判し、「皮肉なことに、欠点の一つはパーカー自身の演技だ。脚本中のレイプ被害者すらまともなスクリーンタイムを得ることができない。物語のすべてにおいて、フォーカスと苦渋に満ちたクロースアップは常に意図的にパーカーにある。彼は良い俳優だが、良い監督ではあまりない。『バース・オブ・ネイション』の視覚的スタイルとアプローチはあらゆることを試みるが、それはしばしば過剰である」と記した。
2016年10月10日号の『ザ・ニューヨーカー』は、リチャード・ブロディによる「『バース・オブ・ネイション』の映画的美点と欠点」とヴィンソン・カニンガムによる「『バース・オブ・ネイション』は擁護するに値しない」という2つの批評を掲載した。

## 受賞とノミネート
| 受賞とノミネート | 受賞とノミネート | 受賞とノミネート       | 受賞とノミネート             | 受賞とノミネート | 受賞とノミネート |
| 主催             | 受賞日           | 部門                   | 候補                         | 結果             | 出典             |
| ---------------- | ---------------- | ---------------------- | ---------------------------- | ---------------- | ---------------- |
| サンダンス映画祭 | 2016年1月29日    | 米劇作品部門観客賞     | ネイト・パーカー             | 受賞             | [ 55 ] [ 56 ]    |
| サンダンス映画祭 | 2016年1月29日    | 米劇作品部門審査員大賞 | ネイト・パーカー             | 受賞             | [ 55 ] [ 56 ]    |
| サテライト賞     | 2017年2月19日    | 編集賞                 | スティーヴン・ローゼンブラム | 未決定           | [ 57 ]           |